# Весовые категории в борьбе

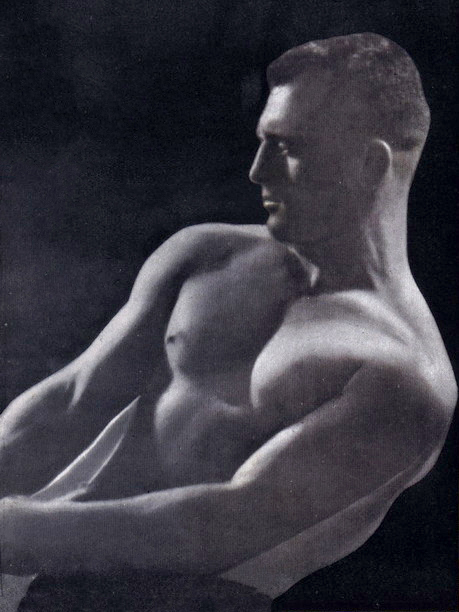
Пьетро Ломбарди, чемпион Олимпийских игр 1948 года по греко-римской борьбе в легчайшем весе

Весовая категория в борьбе это установленное правилами того или иного вида борьбы ограничение пределов веса спортсмена, в рамках которых он имеет право выступать на соревнованиях, с тем, чтобы схватки проводились между соперниками, сравнительно равными по физическим возможностям. Предел веса устанавливается максимальный, в формулировке «до…килограммов» (или иных единиц массы), то есть спортсмен, даже способный попасть по весу в более низкую категорию, вправе выступать в более высокой. Исключение с некоторых пор составляют правила греко-римской и вольной борьбы для всех возрастных категорий, кроме взрослых, где формулируется правило «от… и до… килограммов». Взрослые вправе принимать участие в категории выше собственной, исключая тяжёлую категорию, где борцы меньшего предельного веса также не имеют права состязаться. В отдельных видах борьбы существует так называемое абсолютное первенство или открытая весовая категория, в которой могут участвовать спортсмены любого веса (в подавляющем большинстве случаев в таком первенстве участвуют борцы тяжёлых весовых категорий). Абсолютное первенство отличается от соревнований в наиболее тяжёлой весовой категории, которая нередко максимальным весом не ограничивается и формулируется как «свыше…килограммов» (или иных единиц массы). Абсолютное первенство проводится, как правило, в дополнение к первенствам в установленных категориях; таким образом борец в ходе одного турнира может завоевать два первых места — в своей весовой категории и в абсолютной.

## Общие сведения

«Бросок века». 6 сентября 1972 года. Вильфрид Дитрих (около 110 килограммов) бросает Криса Тейлора (около 200 килограммов). До 1985 года вес спортсменов-супертяжеловесов никак не ограничивался.

Вес в спорте, особенно в спортивной борьбе, является очень важным фактором. Борец, обладающий большей мышечной массой, физически более сильный и более тяжёлый, чем его лёгкий противник, может полностью нивелировать технику своего противника и одержать победу, не обладая какими-то специальными умениями.
Во время зарождения борьбы как единоборства — а это было очевидно в первобытные времена — она носила исключительно утилитарный характер, и понятно, что в то время речь о весовых категориях борцов не шла. Со временем к практическому смыслу борьбы добавился и состязательный элемент. Однако, несмотря на развитие спортивной борьбы в античности, в Древнем Египте, Древней Греции, Древнем Риме и т. п., установление правил соревнований, борьба ни в коей мере не утратила свой главный практический смысл боевого единоборства в реальных условиях и сохраняла этот статус до современности. В связи с этим, деление спортсменов на весовые категории в борьбе произошло только в XX веке, и даже такая традиционная борьба, как сумо в своём спортивном варианте, не избежала деления на весовые категории. «Разграничение борцов на весовые категории ликвидировало монополию в борьбе людей, имеющих только весо-ростовые показатели…».
Однако, уникальные весо-ростовые показатели не являются гарантией победы. Так, несмотря на отсутствие в течение долгого времени верхней границы среди супертяжеловесов, средний вес чемпионов мира и олимпийских игр по греко-римской борьбе составляет 120,8 кг, рост 190,3 см, по вольной борьбе вес 116,1 кг, рост 189,2 см
Весовые категории в борьбе отличаются в зависимости от возраста участников: юноши, юниоры или взрослые.
Актуальной проблемой в связи с введением весовых категорий является сгонка веса, для того чтобы попасть в ту или иную категорию. 92,3 % спортсменов используют процедуры снижения веса, постоянно сбрасывают вес 56,4 % и иногда 35,9 % борцов. Достоверно установлено, что большинство борцов, снижающих вес, занимают более высокие места, чем не снижающие вес. Определены и пределы сгонки веса без потери в физической силе: они составляют от 3 130 граммов для борцов 34-38 килограммов до 9 890 граммов для борцов весом в 105 килограммов.
Общих методов сгонки веса не существует. В общем виде рекомендуется поддерживать вес на нижней границе своего тренировочного уровня, а в день накануне взвешивания соблюдать особую диету с минимумом воды, провести достаточное время в сауне, утром перед взвешиванием осуществить дефекацию, возможно даже с применением слабительных. Непосредственно перед взвешиванием борцам иногда приходится бегать по залу в тёплой одежде, закутанными в водонепроницаемые материалы, и даже состригать волосы на голове и теле. После взвешивания восстановление сил может производиться погружением в ванну с раствором соли.
Примером быстрого снижения веса служит шведский борец Ивар Юханссон, который на олимпийских играх 1932 года заявился для участия в соревнованиях как по вольной, так и по греко-римской борьбе, но в разных категориях: в вольной борьбе выступал в категории до 79 килограммов (средний вес), а в греко-римской до 72 килограммов (полусредний вес). Победив на соревнованиях по вольной борьбе, борец, не заходя на пьедестал почёта, отправился в сауну, за вечер и ночь сбросил около пяти килограммов и на следующий день стал чемпионом по греко-римской борьбе. Кюёсти Лехтонен, чемпион Олимпийских игр 1956 года, на Олимпийских игр 1964 года сумел с большим трудом перед соревнованиями пройти взвешивание в свою категорию до 62 килограммов. Тем не менее по требованию оппонентов судьи начали проводить промежуточные взвешивания, и перед третьей схваткой было обнаружено 700-граммовое превышение веса. Несмотря на все усилия борца, в том числе курс сауны, он уже не смог добиться выведения из организма 700 граммов жидкости и был снят с соревнований.
Методы быстрого снижения веса критикуются специалистами, как приводящие к обезвоживанию и причиняющие ущерб здоровью спортсмена. Эта проблема изучается специалистами; в качестве одной из мер предлагается увеличение числа весовых категорий.

## Весовые категории в вольной и классической борьбе
Впервые на официальных соревнованиях весовые категории были определены в 1903 году на среднеевропейском чемпионате в Праге, и их было только две: средний вес и тяжёлый вес, в 1904 году на чемпионате мира в Вене были установлены также две категории: до 75 килограммов и свыше 75 килограммов.
На Олимпийских играх 1904 года проводились соревнования по вольной борьбе, и впервые участники были разделены на 7 весовых категорий
В 1905 году были проведены два неофициальных чемпионата — мира и Европы, и один официальный чемпионат мира по греко-римской борьбе. На всех этих соревнованиях была разная система деления по весу. На чемпионате Европы вообще не было деления по категориям, на неофициальном чемпионате мира было три категории: до 75 и 85 килограммов и свыше 85 килограммов, на чемпионате мира спортсмены боролись также в трёх категориях, но иных: до 68 и 80 килограммов и свыше 80 килограммов.
На Олимпийских играх 1906 года деление по категориям соответствовало делению на неофициальном чемпионате мира; кроме того соревнования проводились ещё и в абсолютной категории, в которой выступали победители в трёх весовых категориях. В 1906 году также проводились официальные и неофициальные чемпионаты Европы, и на всех турнирах опять же деление на категории было разным, но везде присутствовали три категории.
На Олимпийских играх 1908 года были установлены весовые категории, причём в вольной и греко-римской борьбе разные.
С 1908 по 1912 год соревнования продолжали проводиться по разным правилам деления по весу или совсем без деления. За основу деления по категориям на Олимпийских играх 1912 года было взято деление на неофициальном чемпионате Европы того же года.
В 1920 году, впервые все международные соревнования, включая Олимпийские игры были проведены по одним и тем же правилам. Было введено деление на пять весовых категорий (исключая чемпионат Северных стран, где категорий было шесть). В период до 1924 года соревнования проводились именно по этой системе, исключая чемпионаты Северных стран где уже традиционно вводили шестой вес (легчайший). На Олимпийских играх 1924 года количество категорий выросло до шести в греко-римской борьбе и семи в вольной борьбе; та же система сохранилась и на следующих играх. В 1932 году в греко-римскую борьбу была введена седьмая категория, и вплоть до войны категории оставались одними и теми же. После войны была добавлена категория наилегчайшего веса (до 52 килограммов), и за этим исключением, до 1962 года категории оставались такими же, как в 1932 году. В 1962 году, при оставшихся категориях, было введено новое деление по весу. В 1969 году количество категорий значительно увеличилось: их стало 10, от категории до 48 килограммов, до категории свыше 100 килограммов и оставалось в общем таким до 1996 года, исключая тот факт, что в 1988 году был ограничен максимальный вес спортсмена, и категория свыше 100 килограммов превратилась в категорию до 130 килограммов.

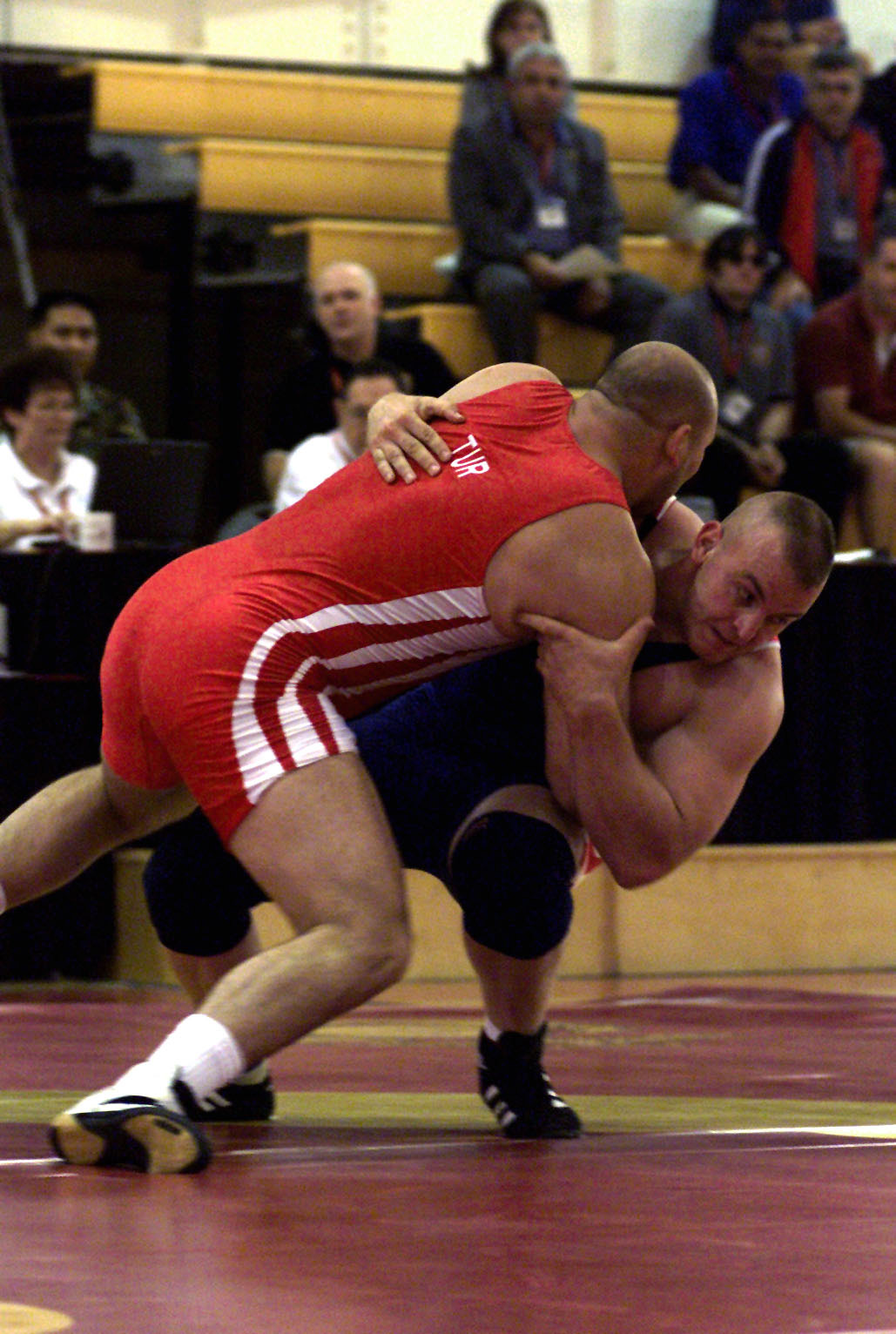
Борцы-вольники супертяжёлого веса

В 1997 году началось последовательное уменьшение весовых категорий: чемпионат мира 1997 года уже проводился без 1-го наилегчайшего и наилегчайшего весов, а в остальных категориях были изменены пределы категорий. В 2002 году прекратил существование легчайший вес, пределы категорий были вновь изменены, в частности предельный вес в супертяжёлой категории был ограничен 120 килограммами. По состоянию на 2013 год остаётся данная система.
В сентябре 2013 года FILA подготовила проект кардинальных изменений в делении на категории. В соответствии с проектом, утверждённым 29 октября 2013 года на заседании технической комиссии FILA, представлено два варианта деления на весовые категории:
Вариант 1, восемь категорий:
- Вольная борьба: до 57, 61, 65, 70, 75, 86, 97 и 125 килограммов;
- Греко-римская борьба: до 60, 68, 72, 77, 82, 88, 100 и 130 килограммов;

Вариант 2, девять категорий:
- Вольная борьба: до 57, 61, 65, 70, 75, 80, 86, 97 и 125 килограммов;
- Греко-римская борьба: до 60, 64, 68, 72, 77, 82, 88, 100, и 130 килограммов;[9]

Итоговый вариант выберет Бюро FILA, и планируется его введение в 2015 году. Основанием для разделения категорий греко-римского и вольного стилей послужили критика МОК за слабое различие стилей и географические (точнее связанные с ними антропологические) особенности спортсменов, специализирующихся в вольной или греко-римской борьбе.
16 декабря 2013 года FILA анонсировала весовые категории, в которых борцы будут выступать на Олимпийских играх 2016 года.
- Вольная борьба: до 57, 65, 74, 86, 97 килограммов и 97-125 килограммов;
- Греко-римская борьба: до 59, 66, 75, 85, 98 килограммов и 98-130 килограммов;

На всех остальных соревнованиях, кроме олимпийских игр, будут включены ещё две категории в каждом виде: в вольной борьбе до 61 и до 70 килограммов, в греко-римской борьбе до 71 и 81 килограммов. Чемпионат мира по борьбе 2014 года прошёл уже по новым правилам
25 августа 2017 года весовые категории были изменены, и с 2018 года они стали следующими (выделены олимпийские весовые категории):
- Вольная борьба: до 57, 61, 65, 70, 74, 79, 86, 92, 97, 125 килограммов;
- Греко-римская борьба: до 55, 60, 63, 67, 72, 77, 82, 87, 97, 130 килограммов;[12]

В международных соревнованиях долгое время были приняты следующие наименования категорий:
| Существовавшие пределы веса (кг) | Название на русском языке | Название на английском языке | Буквальный перевод |
| до 47,6 — 48                     | Первый наилегчайший       | Light-Flyweight              | Лёгкий вес мухи    |
| до 52 — 52,1                     | Наилегчайший              | Flyweight                    | Вес мухи           |
| до 54 — 58                       | Легчайший                 | Bantamweight                 | Вес петуха         |
| до 55 — 63                       | Полулёгкий                | Featherweight                | Вес пера           |
| до 63 — 70                       | Лёгкий                    | Lightweight                  | Лёгкий вес         |
| до 66 — 78                       | Полусредний               | Welterweight                 | Полусредний вес    |
| до 75                            | Первый средний            | Middleweight «A»             | Средний вес «A»    |
| до 82,5                          | Второй средний            | Middleweight «B»             | Средний вес «B»    |
| до 74 — 87                       | Средний                   | Middleweight                 | Средний вес        |
| до 82,5 — 97                     | Полутяжёлый               | Light-Heavyweight            | Лёгкий тяжёлый вес |
| до 100 — свыше 71,6              | Тяжёлый                   | Heavyweight                  | Тяжёлый вес        |
| до 130 — свыше 100               | Сверхтяжёлый              | Super-Heavyweight            | Сверхтяжёлый вес   |

Таблица весовых категорий на олимпийских играх
| Игры | Стиль | 1-й наилегчайший | Наилегчайший | Легчайший | Полулёгкий | Лёгкий | Полусредний | Средний | Полутяжёлый | Тяжёлый | Супертяжёлый | Абсолютный |
| 1896 | GR    |                  |              |           |            |        |             |         |             |         |              | #          |
| 1904 | LL    | -47,6            | -52,1        | -56,7     | -61,2      | -65,2  | -71,6       |         |             | +71,6   |              |            |
| 1906 | GR    |                  |              |           |            | -75    |             | -85     |             | +85     |              | #          |
| 1908 | GR    |                  |              |           |            | -66,6  |             | -73,3   | -93         | +93     |              |            |
| 1908 | LL    |                  |              | -54       | -60,3      | -66,6  |             | -73     |             | +73     |              |            |
| 1912 | GR    |                  |              |           | -60        | -67,5  | -75         | -82,5   |             | +82     |              |            |
| 1920 | GR/LL |                  |              |           | -62        | -67,5  |             | -75     | -82,5       | +82     |              |            |
| 1924 | GR    |                  |              | -58       | -62        | -67,5  |             | -75     | -82,5       | +82     |              |            |
| 1924 | LL    |                  |              | -56       | -61        | -66    | -72         | -79     | -87         | +87     |              |            |
| 1928 | GR    |                  |              | -58       | -62        | -67,5  |             | -75     | -82,5       | +82     |              |            |
| 1928 | LL    |                  |              | -56       | -61        | -66    | -72         | -79     | -87         | +87     |              |            |
| 1932 | GR/LL |                  |              | -56       | -61        | -66    | -72         | -79     | -87         | +87     |              |            |
| 1936 | GR/LL |                  |              | -56       | -61        | -66    | -72         | -79     | -87         | +87     |              |            |
| 1948 | GR/LL |                  | -52          | -57       | -62        | -67    | -73         | -79     | -87         | +87     |              |            |
| 1952 | GR/LL |                  | -52          | -57       | -62        | -67    | -73         | -79     | -87         | +87     |              |            |
| 1956 | GR/LL |                  | -52          | -57       | -62        | -67    | -73         | -79     | -87         | +87     |              |            |
| 1960 | GR/LL |                  | -52          | -57       | -62        | -67    | -73         | -79     | -87         | +87     |              |            |
| 1964 | GR/LL |                  | -52          | -57       | -63        | -70    | -78         | -87     | -97         | +97     |              |            |
| 1968 | GR/LL |                  | -52          | -57       | -63        | -70    | -78         | -87     | -97         | +97     |              |            |
| 1972 | GR/LL | -48              | -52          | -57       | -62        | -68    | -74         | -82     | -90         | -100    | +100         |            |
| 1976 | GR/LL | -48              | -52          | -57       | -62        | -68    | -74         | -82     | -90         | -100    | +100         |            |
| 1980 | GR/LL | -48              | -52          | -57       | -62        | -68    | -74         | -82     | -90         | -100    | +100         |            |
| 1984 | GR/LL | -48              | -52          | -57       | -62        | -68    | -74         | -82     | -90         | -100    | +100         |            |
| 1988 | GR/LL | -48              | -52          | -57       | -62        | -68    | -74         | -82     | -90         | -100    | -130         |            |
| 1992 | GR/LL | -48              | -52          | -57       | -62        | -68    | -74         | -82     | -90         | -100    | -130         |            |
| 1996 | GR/LL | -48              | -52          | -57       | -62        | -68    | -74         | -82     | -90         | -100    | -130         |            |
| 2000 | GR/LL |                  |              | -54       | -58        | -63    | -69         | -76     | -85         | -97     | -130         |            |
| 2004 | GR/LL |                  |              |           | -55        | -60    | -66         | -74     | -84         | -96     | -120         |            |
| 2008 | GR/LL |                  |              |           | -55        | -60    | -66         | -74     | -84         | -96     | -120         |            |
| 2012 | GR/LL |                  |              |           | -55        | -60    | -66         | -74     | -84         | -96     | -120         |            |
| 2016 | GR    |                  |              | -59       |            | -66    | -75         | -85     |             | -98     | -130         |            |
| 2016 | LL    |                  |              | -57       |            | -65    | -74         | -86     |             | -97     | -125         |            |
| 2020 | GR    |                  |              | -60       |            | -67    | -77         | -87     |             | -97     | -130         |            |
| 2020 | LL    |                  |              | -57       |            | -65    | -74         | -86     |             | -97     | -125         |            |

### Весовые категории в женской борьбе
Соревнования среди женщин проводятся только по вольной борьбе. Первый чемпионат мира состоялся в 1987 году и в ходе этих соревнований спортсменки были разделены на девять весовых категорий, от 44 килограммов до 75 килограммов. В соответствии с общей тенденцией к укрупнению категорий, с 1997 года женщины боролись только в шести категориях: от 46 до 75 килограммов. С 2002 года была добавлена ещё одна категория, и с этого времени женщины боролись в семи категориях, от 48 до 72 килограммов. Однако на Летних олимпийских играх 2004 года, где состоялся дебют женской борьбы, спортсменки выступали только в четырёх категориях: от 48 до 72 килограммов, и такая же ситуация сохранялась на последующих играх.
В сентябре 2013 года FILA подготовила проект кардинальных изменений в делении на категории. В соответствии с проектом, утверждённым 29 октября 2013 года на заседании технической комиссии FILA, представлено два варианта деления на весовые категории:
Вариант 1, восемь категорий:
- до 48, 53, 55, 58, 60, 63, 69 и 75 килограммов;

Вариант 2, девять категорий:
- до 48, 53, 55, 58, 60, 63, 66, 69 и 75 килограммов;

Итоговый вариант выберет Бюро FILA, и планируется его введение в 2015 году.
16 декабря 2013 года FILA анонсировала весовые категории, в которых женщины будут выступать на Олимпийских играх 2016 года: до 48, 53, 58, 63, 69, 75 килограммов.
На всех остальных соревнованиях, кроме олимпийских игр, будут включены ещё две категории: до 55 и до 60 килограммов. Чемпионат мира по борьбе 2014 года прошёл уже по новым правилам
25 августа 2017 года весовые категории были изменены, и с 2018 года они стали следующими (выделены олимпийские весовые категории):
- Женская борьба: до 50, 53, 55, 57, 59, 62, 65, 68, 72, 76 килограммов;[12]

Таблица весовых категорий в женской борьбе
| Годы                          | 1-й наилегчайший | Наилегчайший | Легчайший | Полулёгкий | Лёгкий | Полусредний | Средний | Полутяжёлый | Тяжёлый | Супертяжёлый | Абсолютный |
| 1987—1997                     | -44              | -47          | -50       | -53        | -57    | -61         | -65     | -70         | -75     |              |            |
| 1997—2002                     |                  | -46          | -51       |            | -56    |             | -62     | -68         | -75     |              |            |
| С 2002                        |                  | -48          | -51       | -55        | -59    |             | -63     | -67         | -72     |              |            |
| С 2013                        |                  | -48          | -53       | -55        | -58    | -60         | -63     | -69         | -75     |              |            |
| Олимпийские игры до 2012 года |                  | -48          |           |            | -55    |             | -63     |             | -72     |              |            |
| Олимпийские игры с 2016 года  |                  | -48          | -53       |            | -58    |             | -63     | -69         | -75     |              |            |
| Олимпийские игры с 2020 года  |                  | -50          | -53       |            | -57    |             | -62     | -68         | -76     |              |            |

## Весовые категории в дзюдо

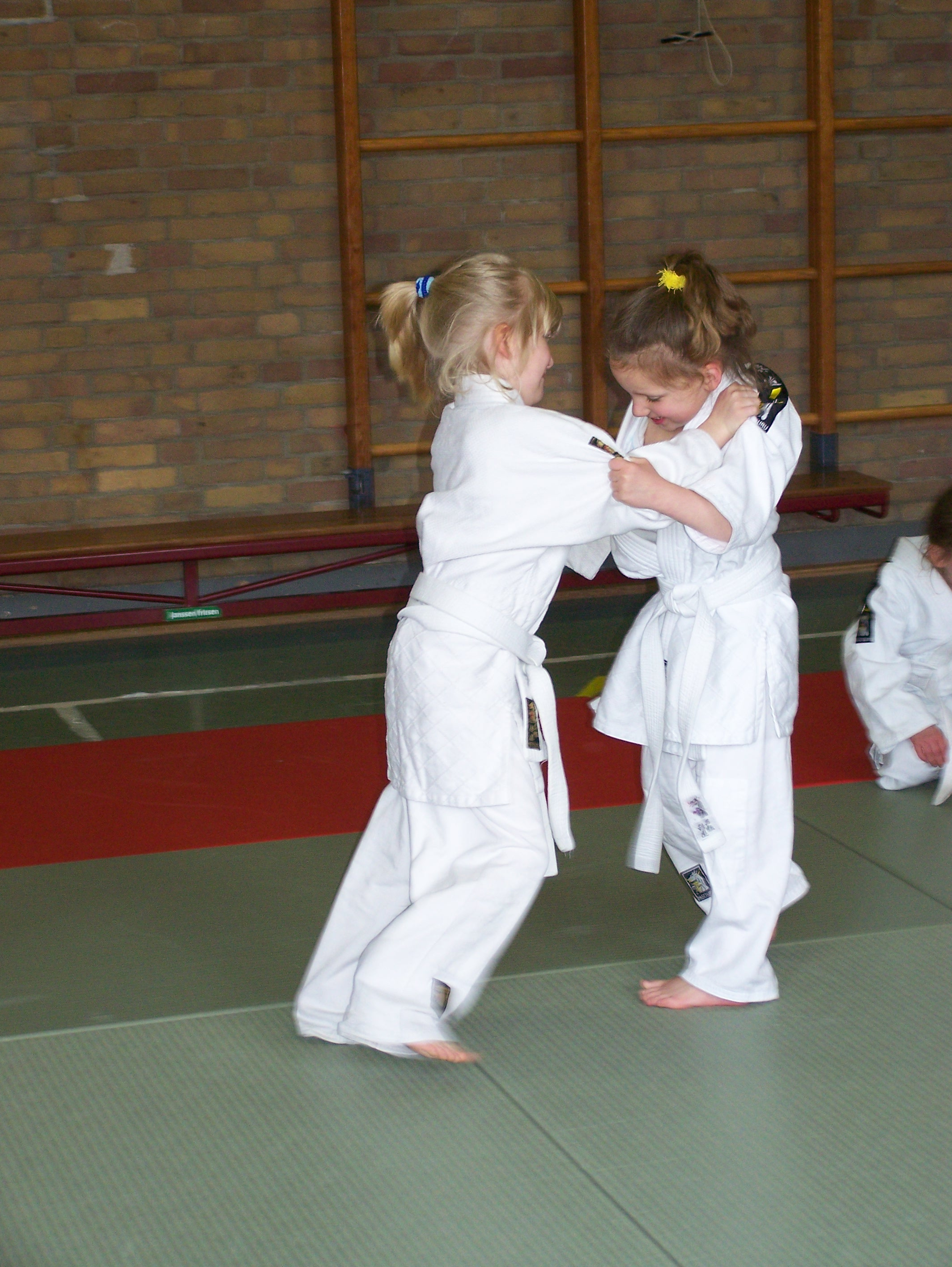
Схватка в дзюдо среди девочек. Соревнования начинают проводиться с 11-12 лет, самая маленькая категория — до 28 килограммов

Исходя из главного принципа дзюдо «Поддаться, чтобы победить», заключающегося в избегании прямого столкновения «силы с силой», использовании «пути мягкости, податливости» против грубого усилия соперника., предполагалось, что вес соперника не может играть роли в схватке. Отчасти, этот принцип остаётся справедливым и сейчас: так Всеяпонский чемпионат по дзюдо (яп. 全日本柔道選手権大会 Дзэннихон дзюдо сэнсукэн тайкай), наряду с Олимпийскими играми и чемпионатами мира, являющийся самым престижным турниром среди японских дзюдоистов, проводится только в абсолютной (открытой) весовой категории (С 1968 года проводится также менее престижный Всеяпонский чемпионат по дзюдо с делением по весовым категориями (яп. 全日本選抜柔道体重別選手権大会 Дзэннихон сэнбацу дзюдо тайдзюбецу сэнсукэн тайкай)). На деле, Дзигоро Кано, будучи под впечатлением соревновательной системы по вольной борьбе (подсчёт очков, сетка турнира, весовые категории) в ходе Летних олимпийских игр 1932 года, попросил Р. Х. Мура, первого тренера сборной Японии по вольной борьбе, подготовить проект подобных правил и для дзюдо.
Тем не менее, в Японии долгое время не было деления на весовые категории, а в Европе деление на категории началось в 1934 году на чемпионате Германии, и продолжилось в 1947 году, когда прошёл чемпионат Австрии по дзюдо: соревнования прошли в пяти категориях, в полулёгкой, лёгкой, полусредней, средней и тяжёлой. В 1948 году по тому же пути пошла Италия, где соревнования прошли в категориях до 68, 80 килограммов, свыше 80 килограммов и в абсолютном первенстве. В том же году в Северной Калифорнии была разработана система весовых категорий, в которую входили категории до 130, 150, 180 фунтов и абсолютная категория.. Первый чемпионат Европы по дзюдо, состоявшийся в 1951 году, проводился только в абсолютной категории; наряду с этим, спортсмены были разделены по категориям в зависимости от уровня их мастерства. В 1952 году спортсмены уже делились на категории и в зависимости от мастерства, и в зависимости от веса. Только начиная с 1962 года на чемпионатах Европы осталось деление только на категории: до 68, 80 килограммов, свыше 80 килограммов и в абсолютном первенстве, а также были проведены соревнования в двух категориях — до 80 и свыше 80 килограммов — среди любителей. На первых трёх чемпионатах мира, 1956, 1958 и 1961 годов турнир проводился только в открытой весовой категории.
Перед Летними олимпийскими играми 1964 года в Токио, в известной мере из-за побед над японцами голландского 130-килограммового дзюдоиста Антона Гесинка, были введены четыре весовые категории: до 68, 80 килограммов, свыше 80 килограммов и абсолютная. С 1966 года количество весовых категорий увеличилось до шести, а с 1977 года — до восьми.
В 1992 году были прекращены соревнования в абсолютной категории на олимпийских играх, но на чемпионатах мира и Европы абсолютное первенство продолжало разыгрываться. В 1998 году были изменены пределы весовых категорий, а количество их осталось прежним. С 2004 года не разыгрывается первенство в абсолютной категории на чемпионатах Европы, с 2005 — на чемпионатах мира, за исключением чемпионата мира 2010 года, прошедшего в Токио.
| Годы      | Суперлёгкая | Полулёгкая | Лёгкая | Полусредняя | Средняя | Полутяжёлая | Тяжёлая | Абсолютная      |
| С 1964    |             |            | -68    |             | -80     |             | +80     | #               |
| 1966—1977 |             |            | -63    | -70         | -80     | -93         | +93     | #               |
| 1977-1998 | -60         | -65        | -71    | -78         | -86     | -95         | +95     | # (кроме ОИ)    |
| 1998-2005 | -60         | -66        | -73    | -81         | -90     | -100        | +100    | # (кроме ОИ)    |
| С 2005    | -60         | -66        | -73    | -81         | -90     | -100        | +100    | (кроме ЧМ-2010) |

### Весовые категории в женском дзюдо
Несмотря на то, что история женского дзюдо по своей продолжительности немногим уступает мужскому дзюдо (первых дзюдоисток тренировал ещё Дзигоро Кано и в 1926 году в Кодокане было открыто женское отделение), но история спортивного женского дзюдо скромнее. Первый пробный чемпионат Европы состоялся в 1974 году, официальный чемпионат Европы в 1975 году, чемпионат мира в 1980 году. На олимпийских играх женское дзюдо дебютировало в 1988 году в Сеуле в качестве показательных выступлений, а с 1992 года входит в программу олимпийских игр.
Весовые категории указаны, начиная с 1974 года.
| Годы      | Суперлёгкая | Полулёгкая | Лёгкая | Полусредняя | Средняя | Полутяжёлая | Тяжёлая | Абсолютная   |
| 1974-1998 | -48         | -52        | -56    | -61         | -66     | -72         | +72     | # (кроме ОИ) |
| 1998—2004 | -48         | -52        | -57    | -63         | -70     | -78         | +78     | # (кроме ОИ) |
| С 2004    | -48         | -52        | -57    | -63         | -70     | -78         | +78     |              |

## Весовые категории в самбо
Деление в самбо на весовые категории было разработано и введено в практику основателем советского дзюдо и одним из создателей самбо В. С. Ощепковым в начале 1930-х

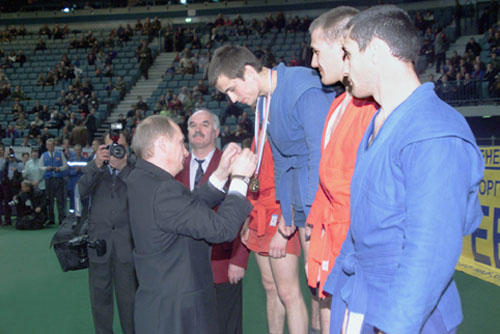
Владимир Путин награждает самбистов, 2001 год. В 1970 году он сам выступал в соревнованиях по самбо в категории до 62 килограммов (легчайший вес)

| Годы      | Наилегчайший | Легчайший | Полулёгкий | Лёгкий | Полусредний | 1-й полусредний | 2-й полусредний | Средний | 1-й средний | 2-й средний | Полутяжёлый | Тяжёлый |
| 1939      | -53          | -56       | -61        | -66    | -72         |                 |                 | -79     |             |             | -87         | +87     |
| 1940—1947 |              | -56       | -61        | -66    | -72         |                 |                 | -79     |             |             | -87         | +87     |
| 1948—1955 | -56          | -60       | -64        | -68    | -72         |                 |                 | -79     |             |             | -87         | +87     |
| 1956—1964 | -56          | -60       | -64        | -68    | -72         |                 |                 | -77     |             |             | -85         | +85     |
| 1965—1968 | -58          | -62       | -66        | -70    | -75         |                 |                 | -80     |             |             | -87         | +87     |
| 1969—1973 | -58          | -62       | -66        | -70    |             | -75             | -80             |         | -86         | -93         | -100        | +100    |
| С 1974    | -48          | -52       | -57        | -62    |             | -68             | -74             |         | -82         | -90         | -100        | +100    |
| 2013      |              | -52       | -57        | -62    |             | -68             | -74             |         | -82         | -90         | -100        | +100    |

### Весовые категории в женском самбо
Обучение женщин самбо началось с той поры, когда борьба была создана, но не в её спортивном варианте, а в рамках войсковой подготовки, а также входило в программу обучения студенток институтов физической культуры. Новый виток развитию женского самбо дали 1960—1970 годы; одной из причин тому послужила популярность дзюдо за границей. В начале 1970-х были проведены первые соревнования по самбо среди женщин в Москве и затем междугородние соревнования. Но в 1973 году женское самбо было запрещено, по тем причинам, что «занятия самбо не решают эстетических задач, не позволяют женщинам широко и полно проявить и раскрыть качества, дарованные ей природой». Только в 1987 году самбо было признано в СССР официальным видом спорта, и был проведён первый всесоюзный турнир. Между тем, ещё в 1982 году были проведены национальные чемпионаты по самбо среди женщин в Испании, Аргентине и США, а в 1983 году проведён первый чемпионат мира.
| Годы      | Наилегчайший | Легчайший | Полулёгкий | Лёгкий | Полусредний | 1-й полусредний | 2-й полусредний | Средний | 1-й средний | 2-й средний | Полутяжёлый | Тяжёлый |
| 1983—1984 | -44          | -48       | -52        | -56    |             | -60             | -64             |         | -68         | -72         | -80         | +80     |
| 2013      |              | -48       | -52        | -56    |             | -60             | -64             |         | -68         | -72         | -80         | +80     |